# Postmecynostomum pictum
Postmecynostomum pictum är en plattmaskart som beskrevs av Jürgen Dörjes 1968. Postmecynostomum pictum ingår i släktet Postmecynostomum och familjen Mecynostomidae. Inga underarter finns listade i Catalogue of Life.